# Teotihuacán
Teotihuacán là một đô thị thuộc bang México, México. Năm 2005, dân số của đô thị này là 46779 người.